# Journal of Biobased Materials and Bioenergy
Das Journal of Biobased Materials and Bioenergy, abgekürzt J. Biobased Mater. Bioenergy, ist eine wissenschaftliche Fachzeitschrift, die vom American Scientific-Verlag veröffentlicht wird. Die Zeitschrift erscheint mit sechs Ausgaben im Jahr. Es werden Arbeiten veröffentlicht, die sich mit Fragen von Biomaterialien und Bioenergie beschäftigen.
Der Impact Factor lag im Jahr 2014 bei 0,653. Nach der Statistik des ISI Web of Knowledge wird das Journal mit diesem Impact Factor in der Kategorie angewandte Chemie an 58. Stelle von 72 Zeitschriften, in der Kategorie Energie & Treibstoffe an 72. Stelle von 89 Zeitschriften und in der Kategorie Materialwissenschaften, Biomaterialien an 32. Stelle von 33 Zeitschriften geführt.